# Jesper Schmidt (Handballspieler)
Jesper Schmidt (* 6. August 2002 in Kiel) ist ein deutscher Handballspieler.

## Karriere
Jesper Schmidt spielte bei der HSG Mönkeberg-Schönkirchen, bevor er 2017 zur Jugend des THW Kiel wechselte. Im Januar 2020 stand der 1,93 Meter große Linksaußen im Rahmen eines Testspiels gegen den HSV Hamburg erstmals im Kader der Kieler Bundesligamannschaft.
Als die Kieler in der Saison 2020/21 corona- und verletzungsbedingt auf den Einsatz der Spieler Nikola Bilyk, Domagoj Duvnjak, Pavel Horák und Magnus Landin Jacobsen verzichten mussten, kam Jesper Schmidt am 19. Dezember 2020 beim Auswärtsspiel gegen den TVB Stuttgart zu seinem ersten Einsatz in der Handball-Bundesliga. 2021 gewann er mit dem THW die deutsche Meisterschaft. Im selben Jahr schloss er sich dem Drittligisten TSV Altenholz an. Im Oktober 2021 wurde er vom deutschen Zweitligisten HC Empor Rostock verpflichtet. Mit Rostock stieg er 2023 in die 3. Liga ab. Im Sommer 2024 wechselte er zum HSC 2000 Coburg.

## Familie
Jesper Schmidt ist der Sohn des ehemaligen Handballspielers Martin Schmidt, der von 1991 bis 2003 beim THW Kiel spielte.